# Erica Gavin
Erica Gavin, pseudonimo di Donna Graff (Los Angeles, 22 luglio 1947), è un'attrice e stilista statunitense.
È una delle attrici feticcio del regista Russ Meyer, per il quale ha interpretato film divenuti cult come Vixen e Lungo la valle delle bambole.

## Biografia
I genitori di Erica Gavin furono a loro volta degli attori e subirono le persecuzioni dell'era McCarthy; entrambi infatti entrambi finirono sulla black list e furono costretti a lasciare il lavoro. A 13 anni la Gavin partecipò a un'audizione per la Junior Philharmonic Orchestra per la quale venne scelta come violoncellista, diventando il più giovane membro dell'orchestra.
A 19 anni lavorò come ballerina in un topless bar, e fu in quel periodo che adottò il suo nome d'arte, prendendolo il cognome in prestito da una sua amica. Le sue colleghe erano due future star del cinema d'exploitation, Tura Satana e Haji. Nel 1967, mentre attendeva il suo turno dal dentista, lesse un annuncio su Variety che pubblicizzava un provino per il film di Russ Meyer Vixen. La Gavin andò al provino e lo vinse, ottenendo così la parte della protagonista e il film la lanciò tra le star dell'exploitation.
Nel 1970 tornò a lavorare con Russ Meyer, interpretando Lungo la valle delle bambole. Successivamente apparì in altri tre film, tra i quali Femmine in gabbia di Jonathan Demme, per poi lasciare definitivamente il mondo del cinema. Successivamente si stabilì a Los Angeles, operando come stilista. In un'intervista ha dichiarato di essere bisessuale.

## Filmografia
- Initiation di William Wellburn (1968)
- Vixen di Russ Meyer (1968)
- Lungo la valle delle bambole (Beyond the Valley of the Dolls) di Russ Meyer (1970)
- Erika's Hot Summer di Gary Graver (1971)
- Godmonster of Indian Flats di Fredric Hobbs (1973)
- Femmine in gabbia (Caged Heat) di Jonathan Demme (1974)
- 3 Stories About Evil di Michael Frost (2008)